# Eustiromastix nativo
Eustiromastix nativo là một loài nhện trong họ Salticidae.
Loài này thuộc chi Eustiromastix. Eustiromastix nativo được Santos & Romero miêu tả năm 2004.